# Ptilophora nohirae
Ptilophora nohirae är en fjärilsart som beskrevs av Matsumura 1920. Ptilophora nohirae ingår i släktet Ptilophora och familjen tandspinnare. Inga underarter finns listade.